# Lošák hořký
Lošák hořký (Sarcodon scabrosus) je nejedlá stopkovýtrusá houba z čeledi bělozubovitých.

## Popis
- Klobouk je 5–10 cm široký, barvy kaštanově hnědé, v mladí s fialově měděným odstínem. Zpočátku je hladký, později se vytvářejí drobné šupiny, klobouk je nepravidelně zprohýbaný, nízce okrouhlý, pevně masitý. Ostny jsou husté, dlouhé, hnědošedé barvy a na špičkách až bělavého odstínu. Ostny jsou sbíhavé na třeň.
- Třeň je nejdříve šedorůžový, či bělošedý a později hnědý až šedozelený. Třeň je krátký a směrem dolů zúžený.
- Dužnina je bělavá, v bázi třeně nazelenalá či modrozelená a je ostře hořké chuti, která v krku působí až škrábavě. Nemá výraznou vůni.
- Výtrusy jsou 5–6 μm široké, nahnědlé a drobně hrbolatě ostnité.

## Výskyt
Roste na podzim na písčité půdě pod buky, duby a borovicemi. Je zařazen jako ohrožený druh v Červeném seznamu hub (makromycetů) České republiky (2006).

## Synonyma
- Hydnum scabrosum Fr., Anteckn. Sver. Ätl. Svamp.: 62 (1836)
- Phaeodon scabrosus (Fr.) Henn., in Engler & Prantl, Nat. Pflanzenfam., Teil. I (Leipzig) 1**: 149 (1898) [1900]
- Sarcodon scabrosus (Fr.) P. Karst., Revue mycol., Toulouse 3(no. 9): 20 (1881) var. scabrosus

## Záměna
Tato houba se dá zaměnit s lošákem jelením, který je většího vzrůstu, roste pod smrky a na bázi třeně je světle hnědý až šedohnědý (naproti tomu lošák hořký je na bázi třeně až šedozelený).